# La Cure (film)
Pour plus de détails, voir Fiche technique et Distribution.
La Cure est un film français réalisé par Simon Rembado et Clément Schneider, sorti en 2021.

## Fiche technique
- Titre : La Cure
- Réalisation : Simon Rembado et Clément Schneider
- Scénario : Simon Rembado, d'après la pièce de Maxime Gorki[1]
- Photographie : Christophe Sola
- Son : Antoine Bougeard, Aurélien Bianco et Maxime Roy
- Montage son : Thomas Brzustowski et Nathan Delalandre
- Mixage : Johann Nallet
- Montage : Maxime François
- Musique : David Hess
- Société de production : Les Films d'argile
- Pays de production :  France
- Distribution : Shellac
- Genre : Comédie
- Durée : 81 minutes
- Date de sortie : 
  - France : 8 septembre 2021

## Distribution
- Simon Bourgade
- Loïc Renard
- Sarah Brannens
- Yeelem Jappain
- Angèle Peyrade
- Antoine Prud'homme de la Boussinière
- Étienne Durot
- Julie Roux
- Simon Rembado